# Голосний середнього підняття
Голосні середнього піднесення (англ. Mid vowel) — різновид голосних звуків, що вимовляються з середнім підняттям відповідної частини язика в ротовій порожнині. Язик займає проміжне становище між високим та низьким піднесенням.
За Міжнародним фонетичним алфавітом до голосних середнього піднесення належать:
| голосний середнього ряду середнього піднесення | [ə] |